# Klaus Ackermann
Klaus Ackermann (Hamm, 20 marzo 1943) è un ex calciatore tedesco, di ruolo centrocampista o attaccante.

## Carriera
Vanta 260 presenze e 32 gol in Bundesliga, 75 incontri e 8 marcature in Zweite Bundesliga, 26 sfide e 3 reti in Coppa di Germania e 8 partite di Coppa UEFA.